# Шина Шоу
Шина Шоу (англ. Sheena Shaw, настоящее имя Саманта Энн МакЭлвейн, англ. Samantha Ann McElwain, род. 30 сентября 1985, Нейплс, Флорида) — американская порноактриса и эротическая фотомодель.

## Биография
Родилась 30 сентября 1985 года. Имеет французские корни. В 2002 году, в возрасте 17 лет, поступила на службу в ВМС США, где девять месяцев служила радистом. После армии работала стриптизёршей в различных клубах.
В октябре 2011 года, в возрасте 26 лет, дебютировала в порноиндустрии. Первым фильмом стал Sleeping Booty производства Reality Kings.
Снимается для таких студий, как Evil Angel, Elegant Angel, Devil’s Film, Jules Jordan Video, Brazzers, Pure Play Media, Kick Ass, Lethal Hardcore, FM Concepts, Zero Tolerance, New Sensations, Kink.com и Wicked Pictures.
Впервые снялась в сцене анального секса в 2012 году, в фильме Anal Lessons (Evil Angel).
В 2013 году снималась в многочисленных сценах для Jules Jordan Video и Evil Angel. В следующем году стало известно, что Шина занималась сексом с основателем компании Джоном Стальяно, который в 1997 году заразился СПИДом. Шина забеременела и заразилась, не зная, заразился ли плод. Новость о её беременности вызвала полемику в американской порноиндустрии, которая была использована другими актрисами для того, чтобы осудить Стальяно и Evil Angel, а также Шоу за то, что она не предупредила о своей болезни перед съёмками.
В 2014 году, до того как новость стала известна, получила 6 номинаций на AVN Awards: «лучшая исполнительница года», «лучшая сцена анального секса» и «лучшая сцена стриптиза» за Evil Anal 17, «лучшая сцена двойного проникновения» за Wet Asses, «лучшая сцена орального секса» за Massive Facials 6 и «лучшая сцена триолизма (Ж/М/Ж)» за Rump Raiders 4.
Также в 2014 году получила две номинации на XBIZ Award в категории «лучшая секс-сцена в гонзо-фильме» за Anal Supersluts и Le Wood Anal Hazing Crew 2.
Ушла из индустрии в 2015 году, однако периодически снималась — в 2016 году в All Star Super Sluts 2 и в 2018 году в Anal Acrobats 10. В общей сложности за карьеру снялась в 152 фильмах.

## Награды и номинации
| Год  | Церемония                   | Результат | Номинация                                    | Работа                     |
| ---- | --------------------------- | --------- | -------------------------------------------- | -------------------------- |
| 2013 | Sex Awards                  | Номинация | Лучшее тело порно                            | н/д                        |
| 2014 | AVN Awards                  | Номинация | Лучшая исполнительница года                  | н/д                        |
| 2014 | AVN Awards                  | Номинация | Лучшая сцена анального секса                 | Evil Anal 17               |
| 2014 | AVN Awards                  | Номинация | Лучшая сцена двойного проникновения          | Wet Asses                  |
| 2014 | AVN Awards                  | Номинация | Лучшая сцена орального секса                 | Massive Facials 6          |
| 2014 | AVN Awards                  | Номинация | Лучшая сцена стриптиза                       | Evil Anal 17               |
| 2014 | AVN Awards                  | Номинация | Лучшая сцена триолизма (Ж/М/Ж)               | Rump Raiders 4             |
| 2014 | XBIZ Award                  | Номинация | Лучшая секс-сцена в гонзо-фильме             | Anal Supersluts            |
| 2014 | XBIZ Award                  | Номинация | Лучшая секс-сцена в гонзо-фильме             | Le Wood Anal Hazing Crew 2 |
| 2014 | XRCO Award                  | Номинация | Orgasmic Analist of the Year                 | н/д                        |
| 2014 | XRCO Award                  | Номинация | Супершлюха года                              | н/д                        |
| 2014 | Spank Bank Awards           | Номинация | Cock Crazed Cumaholic of the Year            | н/д                        |
| 2014 | Spank Bank Awards           | Номинация | Грязная маленькая шлюха года                 | н/д                        |
| 2014 | Spank Bank Awards           | Номинация | Гэнгбэнг-принцесса года                      | н/д                        |
| 2014 | Spank Bank Awards           | Номинация | Hardest Working Ho in Ho Biz                 | н/д                        |
| 2014 | Spank Bank Awards           | Номинация | Наиболее полное использование всех отверстий | н/д                        |
| 2014 | Spank Bank Awards           | Номинация | Самая сексуальная женщина на свете           | н/д                        |
| 2014 | Spank Bank Awards           | Номинация | Weapon of Cock Destruction                   | н/д                        |
| 2015 | AVN Awards                  | Номинация | Премия фанатов: самая эпическая задница      | н/д                        |
| 2015 | Spank Bank Awards           | Номинация | Лучшее лицо «О»                              | н/д                        |
| 2015 | Spank Bank Awards           | Номинация | Best All Around Porn Goddess                 | н/д                        |
| 2015 | Spank Bank Awards           | Номинация | DP Diva of the Year                          | н/д                        |
| 2015 | Spank Bank Awards           | Номинация | Fun Sized Fuck Bunny                         | н/д                        |
| 2015 | Spank Bank Awards           | Номинация | Наиболее полное использование всех отверстий | н/д                        |
| 2015 | Spank Bank Awards           | Номинация | Самая сексуальная женщина на свете           | н/д                        |
| 2015 | Spank Bank Awards           | Номинация | Два хот-дога в коридоре                      | н/д                        |
| 2015 | Spank Bank Awards           | Номинация | Wet Dream Girl                               | н/д                        |
| 2015 | Spank Bank Technical Awards | Победа    | Where Have You Gone, Joe DiMaggio            | н/д                        |

## Избранная фильмография
- Anal Fanatic 5[21],
- Big League Squirters 6[22],
- Deep Inside Sheena Shaw[23],
- Facial Violation[24],
- Fluid[25],
- Gape Me 2[26],
- Ideal Companion[27],
- Mandingo Massacre 7[28],
- Naughty Nannies[29],
- Rear View 3[30],
- Sheena School[31],
- Tiny Chicks Struggle To Fit Huge Dicks[32].